# Eufriesea vidua
Eufriesea vidua là một loài Hymenoptera trong họ Apidae. Loài này được Moure mô tả khoa học năm 1976.